# Sudan-Schildechse
Die Sudan-Schildechse (Broadleysaurus major, Syn.: Gerrhosaurus major), auch Braune Schildechse oder Riesenschildechse genannt, lebt im östlichen und südöstlichen Afrika in Felsgebieten und trockenen Savannen. Die Echsen werden 56 Zentimeter lang. Ihre Rückenschuppen sind einfach gekielt, am Bauch stehen die Schuppen in zehn Längsreihen. Die Kehle ist rosa, die Schwanzunterseite ockerfarben. Die Sudan-Schildechse wird in vier schwer unterscheidbare Unterarten, die vielleicht auch nur lokale Farbvarietäten sind, unterteilt. Bei einigen treten schwarze, feine Längsstreifen auf.

## Lebensweise
Der Lebensraum der Tiere ist heiß und trocken, während der Trockenzeit herrschen Durchschnittstemperaturen von 33 °C, während der Regenzeit beträgt die Temperatur 20 bis 25 °C. Sudan-Schildechsen sind tagaktiv und ziehen sich nur während der heißesten Stunden des Tages in Felsspalten, Termitenbauten, oder in der offenen Savanne in selbstgegrabene Erdbauten zurück. Sie sind untereinander nicht aggressiv. Sie ernähren sich von Insekten, Spinnen, kleinen Wirbeltieren und Pflanzenkost, vor allem von Obst. Kotuntersuchungen ergaben, dass auch Afrikanische Riesenschnecken (Achatinidae) eine wichtige Rolle in der Ernährung spielen.
Sudan-Schildechsen vergraben ihre zwei bis drei Eier an einer feuchten Stelle. Die Jungen schlüpfen nach 110 bis 145 Tagen und sind dann schon zehn Zentimeter lang.